# Costanza Ferro
Costanza Ferro (Génova, 7 de julio de 1993) es una deportista italiana que compite en natación sincronizada.
Ganó cuatro medallas en el Campeonato Mundial de Natación, en los años 2019 y 2022, y dieciséis medallas en el Campeonato Europeo de Natación entre los años 2014 y 2022.

## Palmarés internacional
| Campeonato Mundial | Campeonato Mundial      | Campeonato Mundial | Campeonato Mundial |
| Año                | Lugar                   | Medalla            | Prueba             |
| ------------------ | ----------------------- | ------------------ | ------------------ |
| 2019               | Gwangju (Corea del Sur) | Medalla de plata   | Rutina especial    |
| 2022               | Budapest (Hungría)      | Medalla de plata   | Rutina especial    |
| 2022               | Budapest (Hungría)      | Medalla de bronce  | Equipo técnico     |
| 2022               | Budapest (Hungría)      | Medalla de bronce  | Combinación libre  |
| Campeonato Europeo |                         |                    |                    |
| Año                | Lugar                   | Medalla            | Prueba             |
| 2014               | Berlín (Alemania)       | Medalla de bronce  | Combinación libre  |
| 2016               | Londres (Reino Unido)   | Medalla de bronce  | Dúo técnico        |
| 2016               | Londres (Reino Unido)   | Medalla de bronce  | Dúo libre          |
| 2016               | Londres (Reino Unido)   | Medalla de bronce  | Equipo técnico     |
| 2016               | Londres (Reino Unido)   | Medalla de bronce  | Combinación libre  |
| 2018               | Glasgow (Reino Unido)   | Medalla de plata   | Combinación libre  |
| 2018               | Glasgow (Reino Unido)   | Medalla de bronce  | Dúo técnico        |
| 2018               | Glasgow (Reino Unido)   | Medalla de bronce  | Dúo libre          |
| 2018               | Glasgow (Reino Unido)   | Medalla de bronce  | Equipo técnico     |
| 2018               | Glasgow (Reino Unido)   | Medalla de bronce  | Equipo libre       |
| 2022               | Roma (Italia)           | Medalla de plata   | Equipo técnico     |
| 2022               | Roma (Italia)           | Medalla de plata   | Equipo libre       |
| 2022               | Roma (Italia)           | Medalla de plata   | Combinación libre  |
| 2022               | Roma (Italia)           | Medalla de plata   | Rutina especial    |
| 2022               | Roma (Italia)           | Medalla de bronce  | Dúo técnico        |
| 2022               | Roma (Italia)           | Medalla de bronce  | Dúo libre          |